# 폴리 (건축)

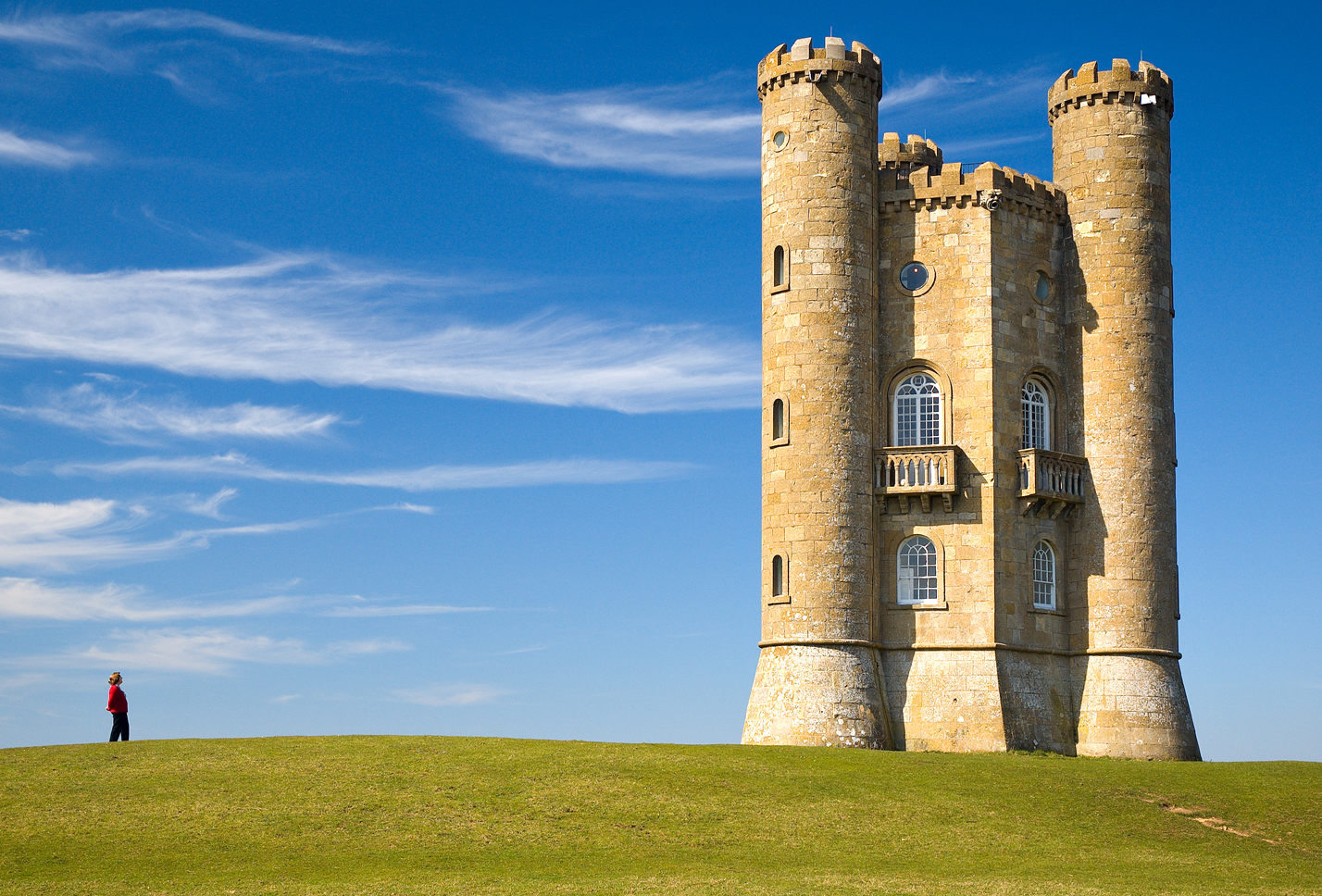
영국, 우스터셔주에 위치한 브로드웨이 타워

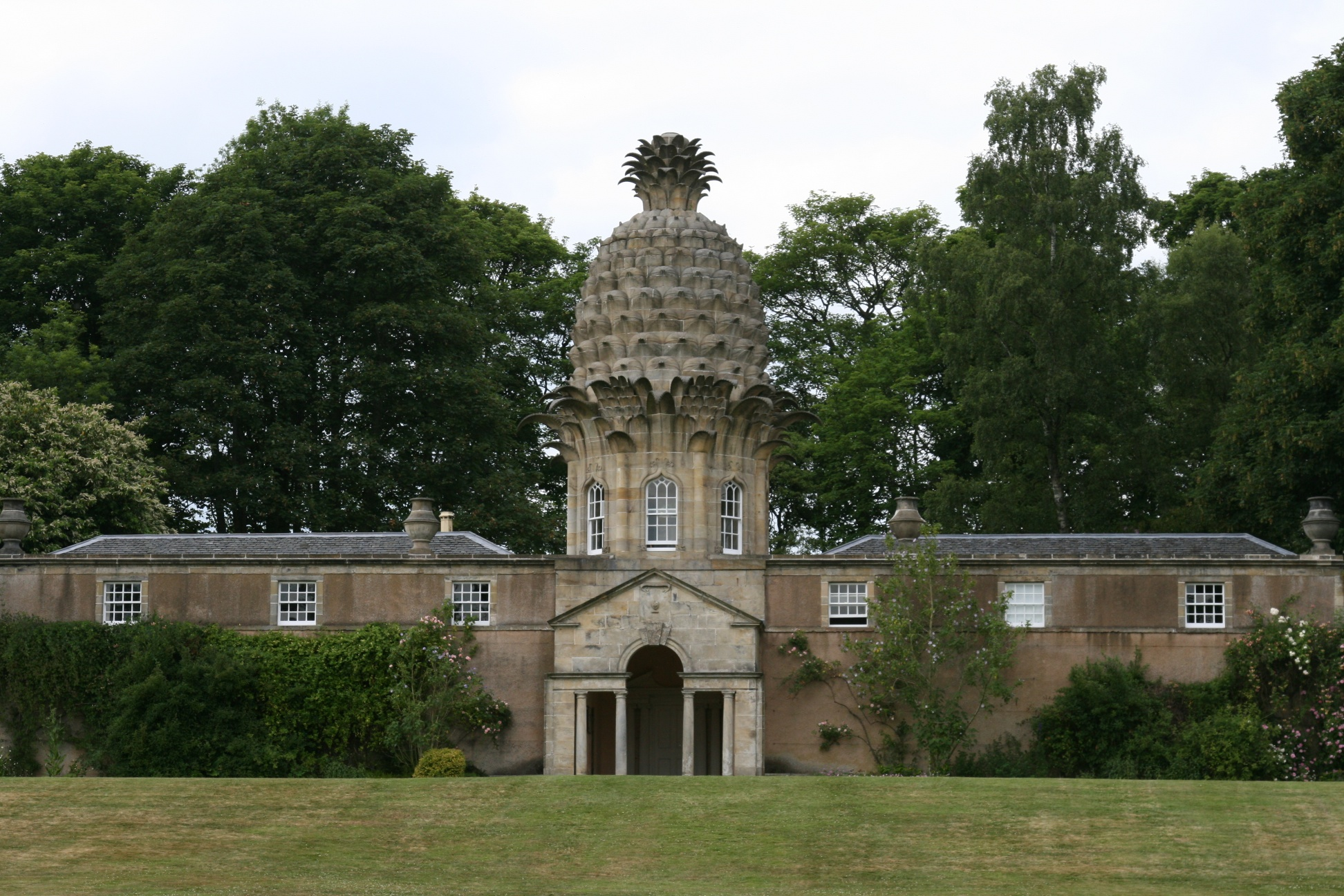
스코틀랜드의 던모어 파인애플

폴리(영어: Folly)는 일반적으로 사치를 위한 목적이 강한 장식용 건물 또는 모의 건축물을 의미한다.
18세기 영국의 조경 정원과 프랑스의 조경 정원은 종종 고대 로마의 미덕을 상징하는 모의 로마 신전을 특징으로 했다. 또한 18세기의 다른 정원 장식은 중국식 사원, 이집트 피라미드, 폐허가 된 중세 성이나 수도원, 타타르 텐트를 본떠 다른 대륙이나 역사적 시대를 표현했으며 때로는 시골의 향토적인 분위기를 내기 위해 시골 마을이나 방앗간, 별장 등을 만들어 꾸미기도 했다. 특히 아일랜드 대기근과 같은 기근이 닥쳤을 때 농민과 실업한 장인들에게 일자리를 제공하기 위해 일종의 빈민구제 차원으로 많은 폴리들이 지어졌다.
영어에서 '폴리'(Folly)라는 용어의 시작은 옥스포드 영어사전 속 "건축자의 어리석음(Folly)이 보여지는 것으로 여겨지는 값비싼 구조물에 대한 통속적 이름"으로 정의되었었다. 폴리는 종종 프로젝트를 의뢰하거나 설계한 사람의 이름을 따서 명명된다. 이 정의에서 어리석음 또는 광기의 의미는 프랑스어 'folie'의 일반적인 의미와 일치하지만, 폴리의 또 다른 오래된 의미로는 "기쁨" 또는 "가장 좋아하는 거주지"라는 의미도 있다. 이러한 의미에서의 폴리에는 초고층 고딕 부흥 양식의 매우 비싼 시골 주택인 폰트힐 수도원 등 지나치게 크거나 비싸다고 여겨졌던 전통적이고 실용적인 건물이 포함되었다.
일반적으로 '폴리'(Folly)라는 용어는 실용적인 목적이 없어 보이거나 건물 자체의 목적보다 눈길을 끄는 독특한 디자인이 더 중요해 보이는 작은 건물을 지칭하나, 이 용어는 지극히 주관적이므로 정확한 정의를 내릴 수는 없다.

## 특징

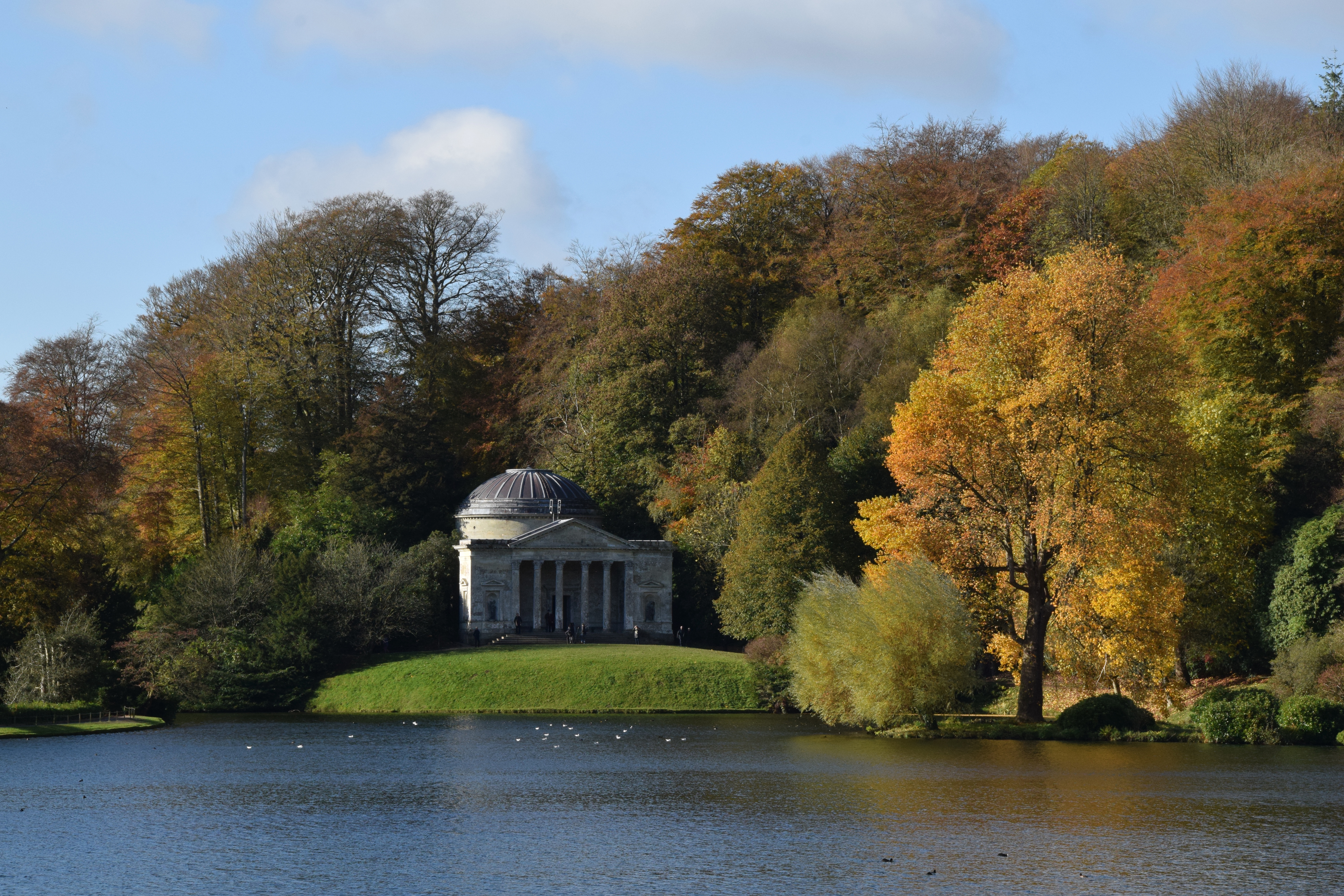
스투어헤드의 한 부지에 있는 모의 판테온 건물

폴리의 개념은 주관적이며 보는 사람의 눈에 따라 다르게 볼 수 있다. 일반적인 폴리의 특징으로는 다음과 같다.
- 장식으로서의 목적 외에는 다른 목적이 없다.[5] 폴리는 대부분 성이나 탑 등 특정 목적을 위해 지어진 것 같은 모습을 하고 있지만, 겉모습만 그러할 뿐 어떠한 기능도 하지 않는다. 만약, 목적이 있다면 위장의 목적이 있을 수도 있다.
- 건물이거나 건물의 일부이다.[5] 따라서 조각품 등의 다른 정원 장식품과는 구별된다.
- 폴리는 의도적으로 장식용으로 만들어졌다.
- 대부분 디자인이나 구조가 독특하다. 독특한 모습이 꼭 필요한 것은 아니지만, 독특한 겉모습으로 인해 유명해지거나 주목을 끌 수 있다.
- 구조적으로 가짜 요소가 포함되어 있다. 이에 대한 규범적인 예로 가짜 폐허를 들 수 있는데 겉모습은 옛 건물의 잔해인 것처럼 보이지만 실제로는 의도적으로 그런 상태로 만든 것이다.
- 즐거움을 위해 제작되거나 위임되었다.[5]